# StoneX集團
StoneX集團（StoneX Group Inc.），舊名INTL FCStone，是美國的一個金融服務企業。截至2021年時，該公司在财富美国500强排名第58位。2020年7月，該公司更改為現名。